# Centre Regionalista Valencià
El Centre Regionalista Valencià, también conocido como Centre Regionalista Valentí, fue el nuevo nombre que adoptó la sociedad valencianista Valencia Nova a partir de principios de 1908 tras haber celebrado la Asamblea Regionalista Valenciana de la que salió la propuesta de constituir una Solidaritat Valenciana que emulara la exitosa Solidaritat Catalana (propuesta que finalmente no salió adelante). A principios de 1910 el Centre estaba presidido por Francesc Costell, uno de los fundadores de Valencia Nova, y su secretario era Miquel Duran i Tortajada, que también era vocal de la junta directiva de la recién fundada Joventut Valencianista, surgida también de Valencia Nova.

## Historia
El 8 de enero de 1908, los delegados del Centre Regionalista Valencià se reunieron con los de los republicanos «sorianistas», enfrentados con los blasquistas, y de los carlistas (que eran las dos fuerzas políticas que junto con los valencianistas habían apoyado y participado en la Asamblea Regionalista) con el fin de buscar «una forma patriótica para formar un sólido pacto de Solidaridad entre todos los elementos políticos de la región, teniendo por base el sagrado deber que tienen todos los valencianos de defender heroicamente los sagrados intereses de la patria valenciana, tan despreciados por el Estado español». Pero finalmente Rodrigo Soriano se negó a firmar las bases del «pacto solidario» que ya habían sido redactadas acusando a «otros elementos de la Solidaridad de haber entibiado la armonía que debía reinar en ésta».
A pesar de la defección de los «sorianistas» la Junta del Centre Regionalista aún hizo un último intento por resucitar el «pacto solidario» y propuso desde el semanario Terra Valenciana la candidatura para las elecciones del carlista Manuel Simó y del exsorianista Josep María Escuder, pero poco después este último hizo pública su renuncia, al estar convencido de que los republicanos regionalistas partidarios de la Solidaritat Valenciana, de los que él formaba parte, no estaban suficientemente organizados para afrontar una contienda electoral. Simó mantuvo su candidatura pero puntualizó que eso no significaba abdicar de «mi significación política ni religiosa». Era el final del proyecto de la Solidaritat Valenciana, más aún cuando la Solidaridad Catalana se deshizo por esas mismas fechas.
En mayo de 1909 el Centre Regionalista Valencià decidió presentar candidatos a las elecciones municipales de la ciudad de Valencia, lo que fue destacado por el diario conservador Las Provincias: «Un caso nuevo se presenta en estas elecciones municipales: hay candidatos regionalistas. No creemos que los elementos que los sostienen estén bastante organizados para un éxito inmediato; pero, como síntoma, tiene importancia esa expresión de una idea que cada día se abre más paso». Los candidatos presentados fueron Josep Maria Olmos, Francesc Martínez i Martínez y Manuel Oller, este último también se presentaba por la Liga Católica ——de su carácter moderado dio fe Las Provincias al incluirlos entre las candidaturas de la derecha—. Ninguno de los tres consiguió salir elegido concejal (Olmos por el Distrito del Centro obtuvo 326 votos de un total de 5276; Martínez por el Distrito de la Audiencia consiguió 209 votos de un total de 2936; y Oller por el Distrito de la Vega, 1831 votos de un total de 12 261). Tras estos decepcionantes resultados el Centre Regionalista «arrastró una existencia lánguida hasta que despareció».
Sin embargo, el Centre aún dio muestras de vida cuando dio su apoyo al proyecto del gobierno de José Canalejas de crear mancomunidades provinciales, atendiendo así a la reivindicación del catalanismo político. En julio de 1912 envió un telegrama al presidente del gobierno Canalejas: «Centre Regionalista Valentí agradece vivamente Vuecencia decidida actitud defensa proyecto ley Mancomunidades y espera la aprobación para satisfacción legítimos deseos de las regiones hispánicas y demostración propósitos descentralizadores del partido liberal». Canalejas contestó con otro telegrama: «Recibo su telegrama y estén seguros que el partido liberal perseverará en su política descentralizadora». Finalmente el proyecto de Mancomunidad Valenciana no prosperaría, a diferencia de la Mancomunidad de Cataluña constituida en abril de 1914.